# Кулакия
Кулакия или Халастра (на гръцки: Χαλάστρα, Халастра, до 1926 година Κουλουκιά, форми на името Κουλακιά, Κουλιακιὰ, Κωλακία; до 1955 година Χαλάστρα; до 1980 година Πύργος,) е град в Република Гърция, част от дем Делта в област Централна Македония със 7298 жители (2001). Кулакия е център на архиерейското наместничество Камбания на Берската, Негушка и Камбанийска епархия.

## География
Градът е разположен в делтата на Вардар в областта Вардария на 20 километра западно от град Солун.
На три километра югоизточно от Кулакия, на мястото на бившето село Чалъково, е запазена църквата „Свети Димитър“ – трикорабна базилика от 1858 година, обявена за защитен паметник.

## История

### Античност
В Античността Халастра е град в Мигдония, споменат от Херодот в неговата „История“. Градът по-късно е известен и на Страбон, но в Средновековието престава да се споменава.
Според гръцки данни името Кулакия идва от турското куле, кула, което съхранява византийското име Кастрон, тоест крепост.

### В Османската империя
Сведения за Кулакия има от XV век като християнско селище, вакъф на Гази Евренос бег. Селището винаги е било главно село в Солунското поле. Кулакия е център на Камбанийската епископия, подчинена на Солунската митрополия, което позволява на елинизма да се задържи в селото. В XIX век Кулакия е единственото гръцко село в иначе напълно българската област Вардария. Кулакия и има обширни общински земи, като тяхното управление предизвика много и остри спорове между местните първенци и църквата. Кулакия няма кладенци за питейна вода и жителите черпят вода от Вардар. Районът често се наводнява от водите на Вардар, въпреки че централните ръкави минават далече от селото. При наводненията често пъти Кулакия става остров и жителите общуват с лодки и импровизирани дървени мостове. Честите наводнения причиняват големи разрушения на къщи и унищожаване на реколта и добитък. Жителите полагат систематични усилия за пресушаване на нездравословните блата в района, но без сериозни резултати. Жителите строят двуетажни къщи от камък, дърво и колове, изплетени с папур и тръстика и отварящи се малки издръжливи северни прозорци, за да издържат на напора на сухия вятър вардарец.
Основният поминък на кулакийци е систематичният риболов на риба, октоподи и миди. В устието на река Караазмак, в местността Кария, е функционирал рибовъден обект, ограден с тръстика, закована на дъното. В края на XVIII век селяните от Кулякия вече са изоставили отглеждането и търговията с лен и коприна и са се насочили към други култури, като пшеница, царевица, ечемик, но главно сусам, като установяват реален монопол в преработката и разпространението на сусам, изкупувайки почти цялата продукция от околните селища от равнината. Тяхната репутация и съответно техния пазар се разпространява, както в Солун, така и в Енидже Вардар и по-големите селища в района.
Някои жители също са се занимавали с лов и износа на дивеч за пазарите на Северна Европа, докато други със събиране на местна тръстика, която се търгува на Пазар Хамам (днешната улица „Комнини“) в Солун, на еврейския празник сукот.
В 1806 година английският учен и дипломат Уилям Лийк пише за Кулакия:
| „ | ...Кулакия, голямо гръцко село... Кулакия, което се намира на пътя от Солун за Катерина, както и за Верия, резиденция на митрополита на Кампания, един от подчинените на митрополитския управител в Солун. Митрополитът на Кампания някога е пребивавал в Капсохори, друго гръцко село, разположено между Караазмак, Мавронери и Инджекара или Бистрица в добре заселената част на равнината, около които има няколко други гръцки села. Цялото останало население на тези огромни равнини в Долна Македония се състои от български селяни ратаи по турските чифлици, които са разпръснати по нея. | “ |

В 1831 година френският консул в Солун Еспри-Мари Кузинери пише:
| „ | Кулакия... голямо село изцяло населено от гърци, които както изглежда живеят там открай време, въпреки владичеството на българите, които ги заобикалят по цялото околно поле. | “ |

От XV век е известно, че жителите на паланката се ползват с определени привилегии, тъй като работят в солниците. Кулакийци се занимават с рибарство и по време на Гръцкото въстание в 1821 година са принудени да дадат кораби за османския флот. В средата на века Кулакия има мъжко и женско училище с 4 учители и около 200 ученици. През XIX век Кулакия е център на зографска художествена школа.
В 1863 година в Кулакия е направено Кулакийското евангелие – превод на Неделното евангелие, писан с гръцки букви на местния български диалект. Александър Синве („Les Grecs de l’Empire Ottoman. Etude Statistique et Ethnographique“) в 1878 година пише, че в Колякия (Koliakia), Камбанийска епархия, живеят 1000 гърци.
Обширното и катастрофално наводнение от 1880 година води до унищожаване на собствеността на много кулакийци и голяма част от жителите на селото решават да се изселят в Солун, където вече има голяма кулакийска колония.
Според Васил Кънчов („Македония. Етнография и статистика“) в 1900 година в Кулакия живеят 1720 гърци, като селото се състои от българско погърчено мнозинство и една стара гръцка колония:
| „ | Между българскитѣ чифлици въ долината на р. Вардаръ се намира гръцко село Кулакия, което се състои отъ българско погръчено болшинство и една малка стара гръцка колония, вѣроятно заварена отъ турцитѣ. Гръцизъмътъ се е закрѣпилъ тукъ благодарение на старо епископство, което още сѫществува. | “ |

Според професор Йордан Иванов в една от махалите му в началото на XX век селяните все още са двуезични – говорят и гръцки и български. Тази информация се потвърждава и от Андре Мазон, който определя една четвърт от населението на Кулакия преди Балканските войни (1912 – 1913) като съставена от българи-патриаршисти, които са двуезични. Рафаел Жакмен в изследването си на историята на народния костюм от 1863 – 1869 година публикува илюстрация на „българка от Колакия“ (Bulgare de Collakia) в народна носия.
Цялото селище е под върховенството на Цариградската патриаршия. По данни на секретаря на Българската екзархия Димитър Мишев („La Macédoine et sa Population Chrétienne“) в 1905 година в Колакия (Kolakia) има 400 жители българи патриаршисти гъркомани и 1450 гърци, като в селото работят две гръцки училища.
В 1905 година има 2674 жители според гръцки данни всички гръкоговорещи православни християни.
На следната 1906 година в Кулакия се заселват 35 българоезични семейства, идващи от Чалъково и съседните чифлици Лапра, Колопанци и Махмутово.
Според доклад на Димитриос Сарос от 1906 година Кулакия (Κουλακιά) е елиногласно и славяногласно селище, седалище на Кулакийската епископия с 2849 жители, от които 2674 с гръцко съзнание и 175 с българско. В селото работят петокласно мъжко гръцко училище и четирикласно женско и детска градина с 279 ученици и 4 учители.

### В Гърция
През Балканската война в 1912 година в селото влизат гръцки части и след Междусъюзническата в 1913 година Кулакия остава в Гърция.
В „Етнография на Македония“, издадена в 1924 година, Густав Вайганд описва Кулакия като гръцко село на българо-гръцката езикова граница:
| „ | От другата страна на Вардар само селото Колакия е гръцко. Валмаса (Валмадес) е, напротив, българско (Гопчевич го дава гръцко), също и Йонджида, която Гопчевич съвсем е забравил. | “ |

След 1918 година в Кулакия се заселват гръцки преселници от Кавказ, Тракия и Мала Азия.
През второто десетилетие на века общината отваря няколко артезиански кладенеца, от които жителите черпят чиста вода.
В 1926 година името на селището е сменено от Κουλουκιά на Халастра. В 1955 година по случай построяването на Кулакийската водна кула името е сменено на Пиргос (Πύργος), в превод Кула. В 1980 година е върнато името Халастра.

## Личности
От Кулакия са двама новомъченици за християнската вяра от XVIII век – Атанасий Солунски (около 1750 – 1774) и Йоан Кулакийски (? – 1776). В XIX век градчето е зографски център и дава няколко видни зографи и иконописци – от първата половина на века братята Маргаритис, Димитриос и Константинос Ламбу, а от втората Ставракис Маргаритис, Атанасиос Маргаритис, Николаос Константину и Димитриос Хадзистаматис. По време на Гръцката въоръжена пропаганда в Македония Кулакия е гръцка база и дава доста андартски дейци като лекаря Константинос Думблас. В ХХ век художествената традиция в градчето продължава – от Кулакия са видните художници Сотирис Зисис (1902 – 1989) и Костас Карамбукукис (1954 – ).